# Gustavo Fernández (tennisser)
Gustavo Fernández (Río Tercero, 20 januari 1994) is een rolstoeltennisspeler uit Argentinië. Hij won zeven grandslamtitels, vijf in het enkelspel en twee in het dubbelspel met de Fransman Nicolas Peifer respectievelijk de Japanner Shingo Kunieda.(januari 2022)
In het enkelspel bereikte hij de eerste plaats op de wereldranglijst (juli 2017); in het dubbelspel bereikte hij de derde plaats (september 2019).
In 2021 bereikte hij de enkelspelfinale op het officieus wereldkampioenschap – hij verloor die van de Brit Alfie Hewett. In 2022 won hij de dubbelspeltitel op het officieus wereldkampioenschap, samen met de Spanjaard Martín de la Puente.